# Улица Максима Горького (Гродно)
Улица Максима Горького (бел. Вуліца Максіма Горкага) — улица в северо-западной части Гродно, главная магистраль северо-западного планировочного района, которая связывает его с центром города; часть общегородского диаметра, пересекающего город с севера на юг. Организационно влияет на планировочную структуру и характер городской застройки. Начала формирование во второй половине XIX века, до 1940 года называлась Городницкой заставой (бел. Гарадніцкая застава).

## Строительство

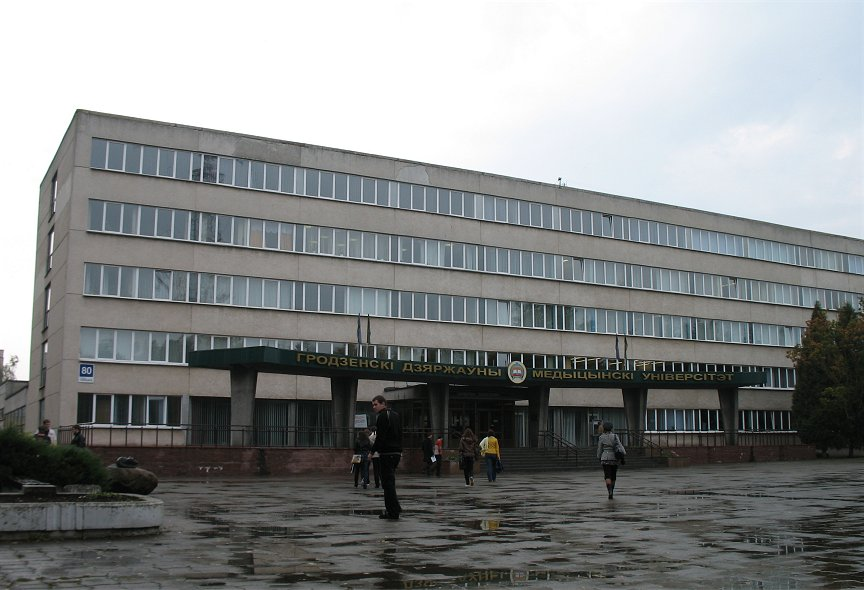
Главный корпус Гродненского государственного медицинского университета

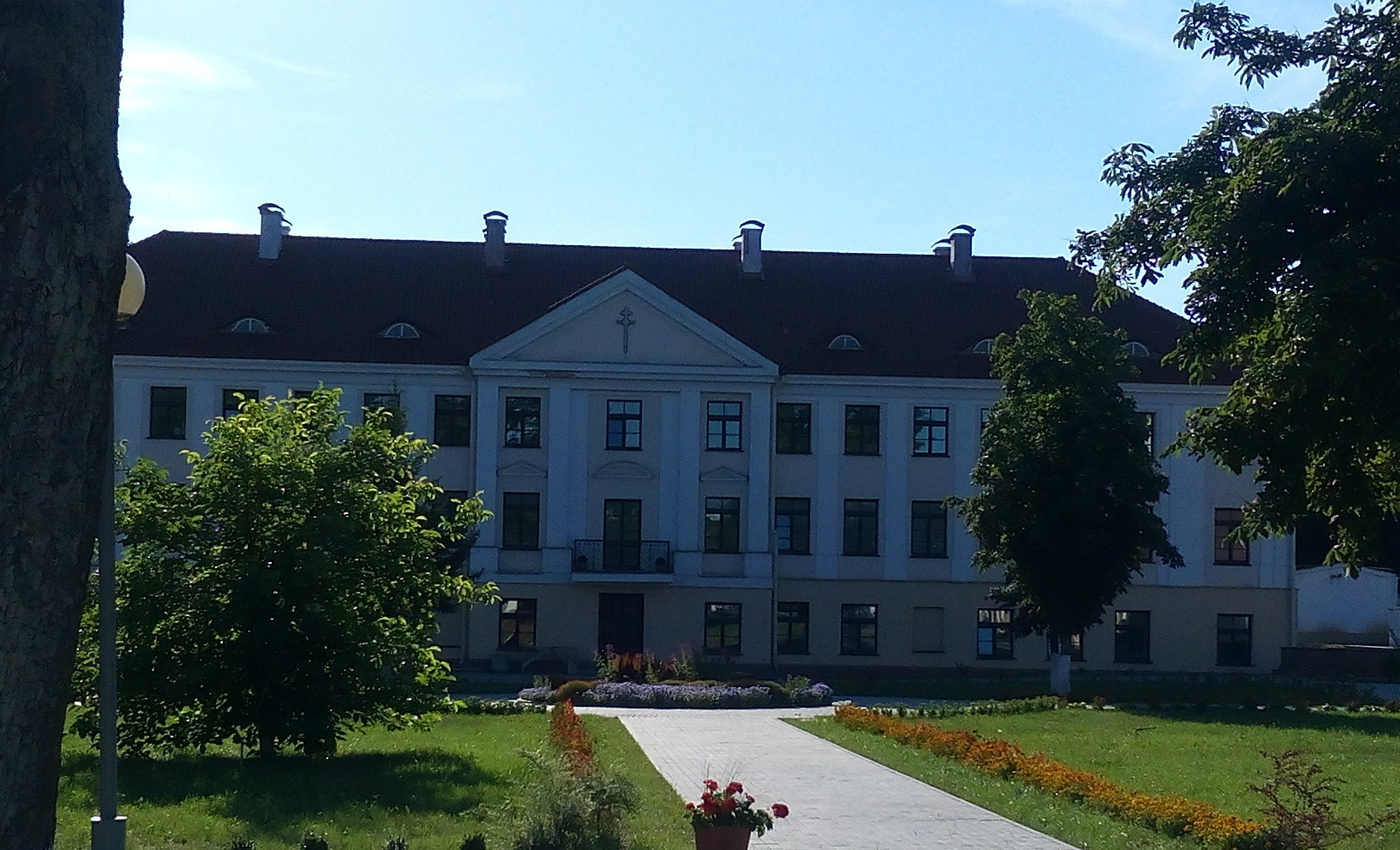
Дворец вице-администратора

На участке между площадью Ленина и улицей Островского сохранилось здание конца XIX века — 1930-х годов. Дом № 2 (бывший дворец вице-администратора) входил в ансамбль Городницы. После Великой Отечественной войны улица была расширена и продолжила развиваться. Значительную роль в формировании архитектурно-художественного облика улицы играют группы многоэтажных (от 5 до 12 этажей) жилых домов с встроенными и пристроенными двухэтажными предприятиями обслуживания и торговли (архитекторы В. Давыдёнок, Н. Жучко, В. Клепиков, И. Мазничка, Н. Чуйко), главный корпус медицинского института (архитектор Л. Вильчко), здания агропромышленного комплекса (1985 г., архитекторы Н. Жучко, Н. Скачкова, Л. Баланюк), физкультурно-оздоровительный комплекс «Юбилейный» (1983 г., архитекторы В. Давыдёнок, А. Сорокин), гостиница «Беларусь» (архитектор Л. Вильчко), Дом техники, Дом «Союзпечати» (1981 г., архитектор В. Давыдёнок) и прилегающие микрорайоны №1, Пересёлка-4, Фарты-2 и т.д. В конце улицы размещены предприятия северного промышленного узла.
- № 1 — (3 объекта) — объект Государственного списка историко-культурных ценностей Республики Беларусь (код 411Е000002)
- № 2/2, 2, 2а — бывший дворец администратора с двумя флигелями (конец XVIII — XIX века, перестроен) — объект Государственного списка историко-культурных ценностей Республики Беларусь (412Г000011)
- № 72 — Дом науки и техники[бел.] (1982, архитекторы В. Божко[бел.], В. Преображенский[бел.][1].